# Charles Goossens
Paul-Charles (Charles) Goossens (Chênée, 28 september 1918 - aldaar, 23 oktober 2008) was een Belgisch senator.

## Levensloop
Charles Goossens studeerde rechten aan de Universiteit Luik, maar zag deze studies onderbroken worden door de Tweede Wereldoorlog. In 1944-1945 streed hij als vrijwilliger voor de Ierse Brigades van het Belgische leger, waarna hij in 1945 zijn diploma als doctor in de rechten behaalde. Goossens besloot een universitaire loopbaan te volgen en werd in 1946 universiteitsdocent, in 1967 docent en uiteindelijk buitengewoon hoogleraar in het publiek recht en de politieke wetenschappen aan de Universiteit Luik. 
Hij militeerde inmiddels in de rangen van de socialistische PSB, de latere PS, en werd voor deze partij in 1958 verkozen tot gemeenteraadslid van Chênée, waar hij van 1968 tot 1970 schepen was. Nadat burgemeester Maurice Delbouille de politiek verliet, werd Goossens begin 1971 de nieuwe burgemeester van de gemeente en bleef dit tot aan de fusie met Luik in 1976. Alvorens deze functie tot stand kwam, realiseerde Goossens in 1974 de bouw van een cultureel centrum in Chênée, dat naar hem werd vernoemd. Van 1977 tot 1984 zetelde hij nog in de gemeenteraad van Luik.
Goossens was verschillende malen kandidaat voor de wetgevende verkiezingen, zij het telkens op onverkiesbare plaatsen. In februari 1977 werd hij uiteindelijk provinciaal senator voor de provincie Luik, in opvolging van Henri Schlitz, die na zijn aanstelling als schepen van Luik ontslag had genomen uit de Senaat. Goossens bleef tot in 1985 in de Senaat zetelen: tot 1979 als provinciaal senator, daarna van 1979 tot 1985 als gecoöpteerd senator. In de Hoge Vergadering  legde hij zich toe op institutionele thema's en was hij gewonnen voor een nieuw statuut van de Senaat. Als gevolg van de toen bestaande dubbelmandaten zetelde Goossens eveneens in de Cultuurraad voor de Franse Cultuurgemeenschap (1977-1980), de voorlopige Waalse Gewestraad (van februari tot maart 1977) en de Raad van de Franse Gemeenschap en de Waalse Gewestraad (1980-1981).